# Koto Perambahan
Koto Perambahan is een bestuurslaag in het regentschap Kampar van de provincie Riau, Indonesië. Koto Perambahan telt 4339 inwoners (volkstelling 2010).